# Smrk u Jasenky

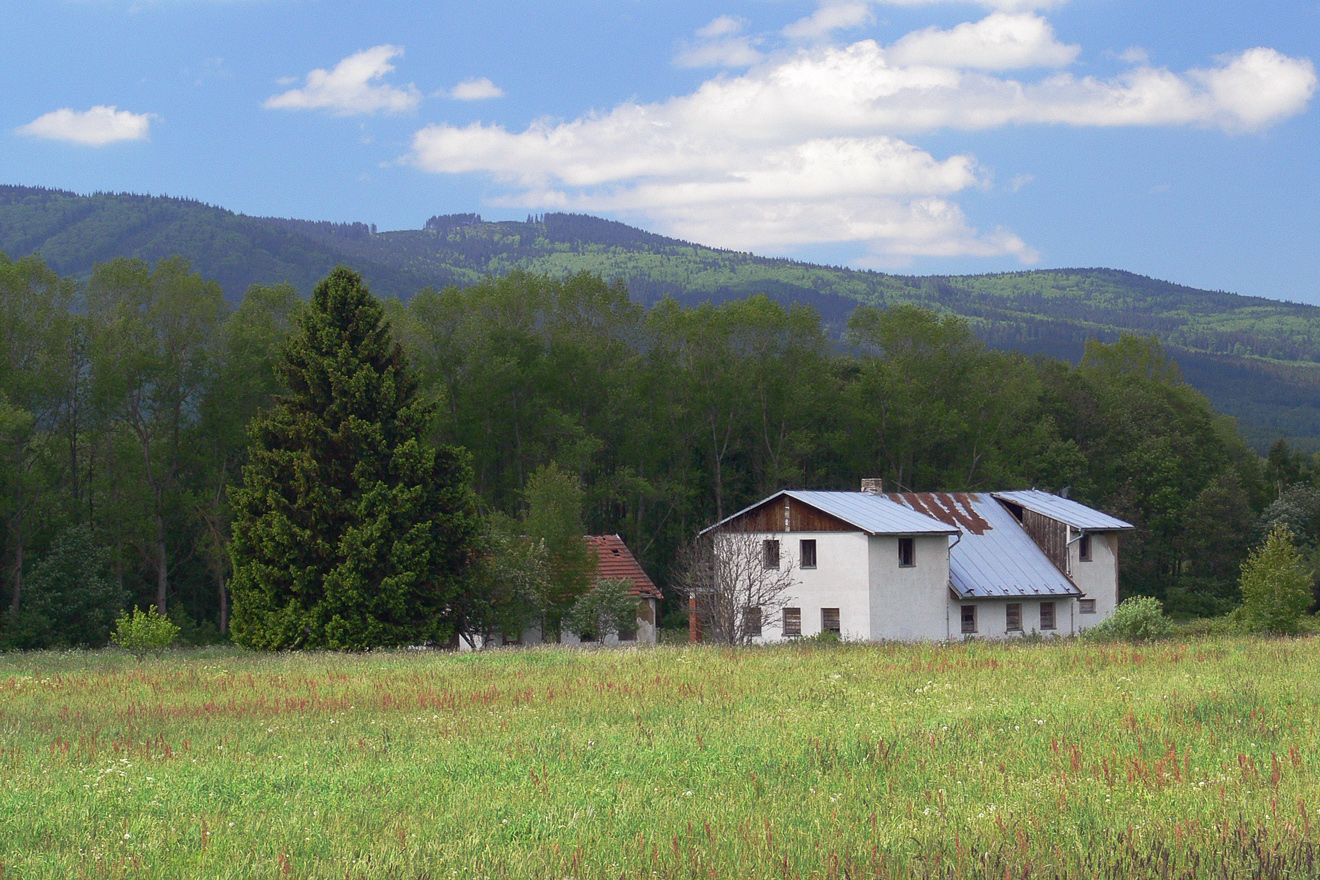
Smrk u chaty Jasenka (2006)
Pernek-Hory, Horní Planá

Smrk u Jasenky byl významný strom rostoucí u rekreační chaty Jasenka v oblasti osad Pernek-Hory u Horní Plané. Tento soliterní smrk byl značen v dobových turistických mapách jako orientační bod - krajinná dominanta. Měl velmi pravidelnou hustou korunu, která sahala až k zemi, rozpínal se do šířky 10 metrů, výška byla zhruba 18 metrů. Stál 160 metrů od břehu přehradní nádrže Lipno.
Strom byl poražen v období bourání původní rekreační chaty a následné výstavby hotelu Seepark Residence Lipno-Pernek na přelomu roku 2007-2008.

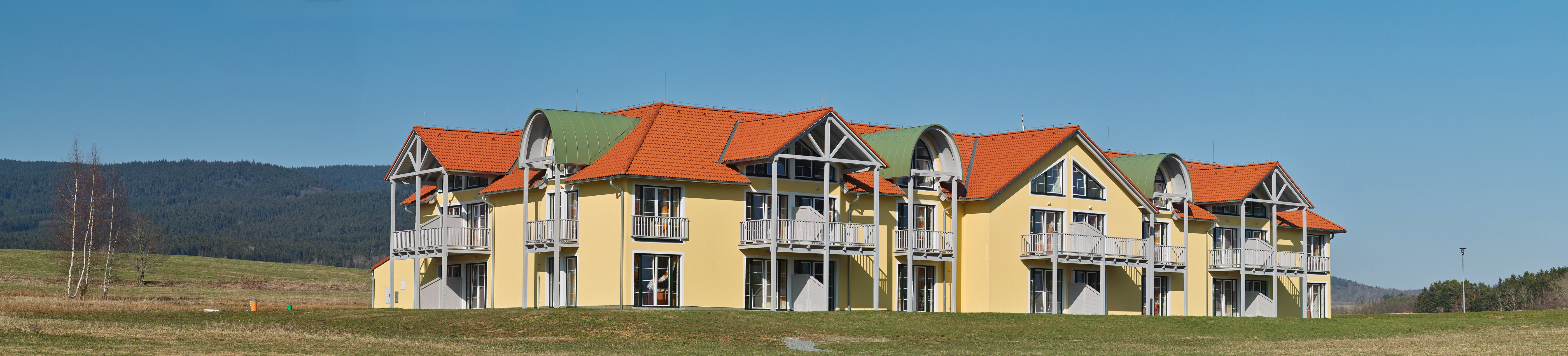
Seepark Residence Lipno-Pernek, panorama v roce 2010, smrk stál přesně ve středu současné stavby